# جبل ثور (المدينة المنورة)
جبل ثور هو جبل بالمدينة المنورة وأنه هو نفسه هذا الجبل الذي ويسميه الناس اليوم بجبل (الدقاقات)

## الموقع
شمالي جبل أحد من جهة الغرب، ويقع على يمين الماشي في الطريق إلى الخليل، ويحده «وادي النقمي» من شماليه و «مبنى مصلحة الصرف الصحي» من جنوبه، وهو قريب من «بستان الصادقية» و «بستان الزبير»

## الخلفية التاريخية
ثبت في الصحيح عن النبي - صلى الله عليه وسلم - أنه قال: [ المدينة حرم ما بين عير إلى ثور ] فجعل بذلك الحد الجنوبي لحرمها جبل عير، والحد الشمالي جبل ثور، وكان جبل عير معروفا مشهورا، لا لبس فيه ولا إشكال، بينما ثور اختلف العلماء المتقدمون في تعيينه، وبعضهم أنكر وجوده في المدينة، وخفي تعيينه على أهل العصر، فكثرت فيه أقاويلهم وظنونهم، فكاد يندرس خبر هذا المعلم: صح العزم منا نحن المذكورة اسماؤهم في هذا التحقيق، الموقعين عليه، على تحرير هذه المسألة وتعيين هذا الجبل.
وذكره "على بن موسى أفندى " كان حيا سنة 1320 هـ في كتابه " وصف المدينة " المنشور ضمن مجموعة في تاريخ المدينة عني بنشرها وتحقيقها الشيخ حمد الجاسر، وطبعت سنة 1392 هـ، قال في الصفحة الثلاثين ما نصه: " وأما ثور فهو في نهاية مفيض الصادقية بالجهة الشامية: جبل منقطع صغير أحمر، وفي السبخة التي من قبليه على ما ورد في الحديث يكون نزول الأعور الدجال في آخر الزمان.